# Nemesia didieri
Nemesia didieri is een spinnensoort in de taxonomische indeling van de bruine klapdeurspinnen (Nemesiidae).
Nemesia didieri werd in 1892 beschreven door Simon.